# Kubanischer Kahlkopf
Der Kubanische Kahlkopf (Psilocybe cubensis) ist eine Pilzart aus der Familie der Träuschlingsverwandten. Der Pilz wurde 1906 von Franklin Sumner Earle auf Kuba entdeckt und als Stropharia cubensis beschrieben. Im Jahre 1948 hatte Rolf Singer das Taxon in Psilocybe cubensis umkombiniert. 
Der Kubanische Kahlkopf ist nicht mit Stropharia earlei identisch. Bei Stropharia earlei Norvell & Redhead, ursprünglich im Jahre 1906 von Franklin Sumner Earle als Pholiota cubensis beschrieben, handelt es sich vielmehr um eine andere Spezies.

## Merkmale

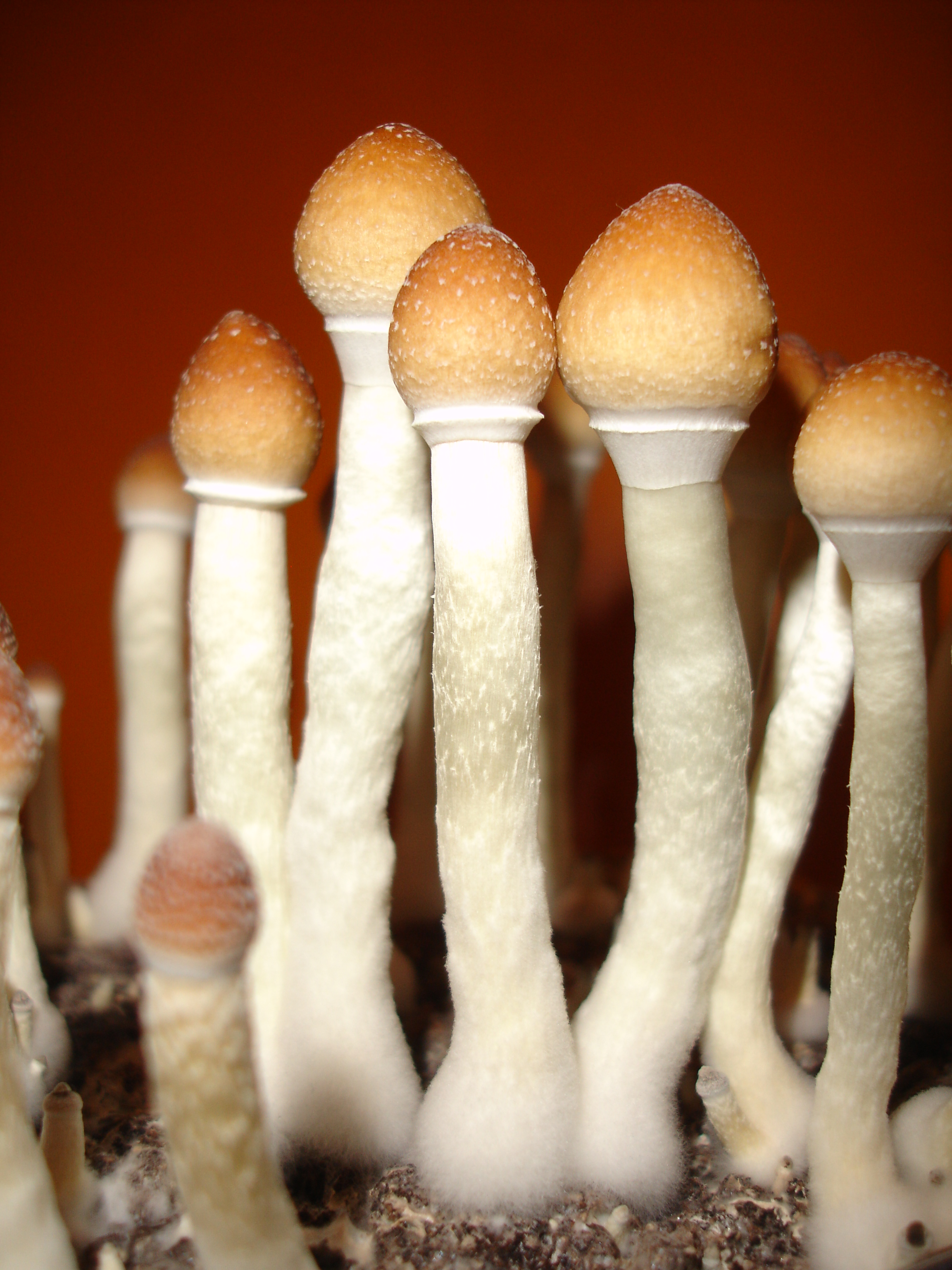
Junge Fruchtkörper des Kubanischen Kahlkopfs mit geschlossenen Hüten

Strukturformel von Psilocybin

Der Fruchtkörper des Kubanischen Kahlkopfs besteht aus dem 5,5–7,5 cm langen Stiel, auf dem ein 4,5–7,5 cm breiter Hut sitzt. Letzterer ist anfangs spitz-glockenförmig und im Alter flach geformt. Der rotbraune, glatt-glänzende Hut blasst zum Rand hin gelb-bräunlich aus. Die Lamellen sind gelblichbraun bis dunkelgelblichbraun gefärbt. Das Sporenpulver hat eine braune bis dunkelbraune Farbe. Der zylindrische und auf ganzer Länge gefurchte Stiel ist blassgelb. Im oberen Drittel trägt der Stiel einen weißlichen Ring.

## Ökologie
Die Art wächst auf dem Dung von Großtieren wie Rindern, Wasserbüffeln oder Elefanten oder gut gedüngten Böden und stammt ursprünglich aus dem tropischen Afrika. Als Kulturfolger der Viehzucht hat sich die Art überall dort in den Tropen verbreitet, wo Rinderwirtschaft betrieben wird. Sie wurde daher wahrscheinlich erst mit dem Dung der Nutztiere der spanischen Eroberer nach Südamerika eingeschleppt, was sich auch in der häufigen Ablehnung der Indios hinsichtlich der Verwendung des Pilzes und seinen bevorzugten Wachstumsorten in der Nähe von bestimmten, erst von den Kolonialisten eingeführten Tierarten zeigt.

## Inhaltsstoffe
Der Kubanische Kahlkopf wird wegen des Gehalts an Psilocybin (etwa 0,5 bis 0,9 % der Trockenmasse) und Psilocin als Halluzinogen und Giftpilz eingestuft. Wegen dieser Inhaltsstoffe ist der Handel und Besitz des Pilzes in Deutschland und vielen weiteren Ländern  untersagt.
Wegen seiner psychedelischen Wirkung wird der Kubanische Kahlkopf traditionell von Schamanen genutzt und ist, auch gezüchtet, als Droge verbreitet.